# Stawek na Kopkach
Der See auf den Kopki (pl. Stawek na Kopkach) in Polen ist ein Karsee im Tal hinter dem Mönch (pl. Dolina za Mnichem), einem Hängetal über dem Fischbachtal (pl. Dolina Rybiego Potoku) in der polnischen Hohen Tatra. Der Gletschersee befindet sich in der Gemeinde Bukowina Tatrzańska. Am See verläuft ein Wanderweg vom Tal hinter dem Mönch auf den Bergpass Wrota Chałubińskiego.